# Pietro Delugan
Pietro Delugan (auch Peter Delugan) (* 14. März 1854  in Zanolin, Ziano, Kaisertum Österreich; † 11. September 1923 in Meran) war ein Baumeister, hauptsächlich in St. Gallen und Meran. Seine Gebäude in Meran prägen das Gesicht der Stadt bis heute und stehen teilweise unter Denkmal- oder Ensembleschutz.

## Leben
Delugan war Sohn eines Baumeisters, bei dem er als Maurer und später als Bauführer arbeitete. Mit 21 Jahren ging er nach St. Gallen, zunächst als Maurer und Polier, später projektierte er eigene Bauten. In dieser Zeit plante und realisierte er die Christuskirche (St. Gallen).
1893 zog er nach Meran, wo er zahlreiche Gebäude errichtete, zum Teil auch als Planer und auf eigene Rechnung.
Er war der Erste, der den Kunststein in Meran einsetzte, außerdem verbaute er bereits 1906 Eisenbeton im Gebäudekomplex Plankenstein.
1913 gründete Delugan mit seinem Sohn Karl (1884–1929) die oHg „Delugan & Sohn“.
Pietro Delugan schied 1920 aus dem Geschäftsleben aus, die Firma „Delugan und Söhne“ wurde von seinen Söhnen Karl und Heinrich (* 1898) weitergeführt.

## Gebäude (Auswahl)
| Bild                | Name                                                             | Erbaut    | Adresse                  | Sonstiges |
| ------------------- | ---------------------------------------------------------------- | --------- | ------------------------ | --- |
|                     | Concerthaus auf dem Rosenberg, heute Christuskirche (St. Gallen) | 1889      | St. Gallen               | |
|                     | Villa Stillfried, Villa Helvetia                                 | 1894      | Schafferstraße 17        | Eintrag im Monumentbrowser auf der Website des Südtiroler Landesdenkmalamts                                                                        |
|                     | Hotel Savoy                                                      | 1895      | Rätiastraße 1            | Eintrag im Monumentbrowser auf der Website des Südtiroler Landesdenkmalamts                                                                        |
| Hotel Westend Meran | Hotel Westend                                                    | 1896      | Speckbacherstraße 9      | Eintrag im Monumentbrowser auf der Website des Südtiroler Landesdenkmalamts                                                                        |
|                     | Villa Arminius                                                   | 1897      | Maiastraße 10            | Projektierung mit Joseph Mattmann Eintrag im Monumentbrowser auf der Website des Südtiroler Landesdenkmalamts                                      |
|                     | Villa Ekkehard                                                   | 1901      | Speckbacherstraße 7      | Eintrag im Monumentbrowser auf der Website des Südtiroler Landesdenkmalamts                                                                        |
|                     | Palace Hotel                                                     | 1905      | Cavourstraße 2           | Eintrag im Monumentbrowser auf der Website des Südtiroler Landesdenkmalamts                                                                        |
|                     | Plankenstein                                                     | 1907      | Cavourstraße 31–43       | Eintrag im Monumentbrowser auf der Website des Südtiroler Landesdenkmalamts                                                                        |
|                     | Villa Mimosa                                                     | 1908      | Tobias-Brenner-Straße 32 | Eintrag im Monumentbrowser auf der Website des Südtiroler Landesdenkmalamts                                                                        |
|                     | Villa Linda                                                      | 1910      | Schafferstraße 24        | Eintrag im Monumentbrowser auf der Website des Südtiroler Landesdenkmalamts                                                                        |
|                     | Neuer Trakt des Kurhauses                                        | 1912–1914 |                          | Architekt Friedrich Ohmann, die Firma Delugan besorgte die Ausführung. Eintrag im Monumentbrowser auf der Website des Südtiroler Landesdenkmalamts |